# Nicolae Florei
Nicolae Florei (n. 10 noiembrie 1927, Vasiova, România – d. 25 noiembrie 2000, București, România) a fost un bas al Operei române în secolul al XX-lea.

## Primii ani
Începe studiile la Școala normală de învățători din Timișoara, apoi la Conservatorul municipal și la Institutul de Artă, avându-i ca dascăli pe Sabin Drăgoi, Nicolae Ursu, Vadim Sumski. În anul 1950, se înscrie la Conservatorul din București, clasa canto, avându-l profesor pe Petre Ștefănescu Goangă. Obține diploma de licență în canto și muzicologie-compoziție și debutează ca profesor de muzică la Vasiova și dirijor la Timișoara.

## Cariera
Vocea de bas îl îndrumă spre Teatrul „Excelsior” din București, având prima apariție în anul 1950, în cadrul Ansamblului de cântece și dansuri „Ciocârlia”, sub bagheta lui Viorel Doboș, interpretând cantata Pe malurile Prutului de Ciprian Porumbescu. Pe scena Operei Române din Bucuresti debutează în anul 1955, cu rolul Contelui de Monterone din opera Rigoletto de Giuseppe Verdi.
Cariera pe prima scenă lirică a țării durează până în anul 1984. Se impune în fata publicului și a criticii prin rolurile interpretate în lucrări celebre din repertoriul universal: Raimondo din Lucia din Lammermoor de Gaetano Donizetti, Escamillo din Carmen de Georges Bizet, Timur din Turandot și Colline din Boema de Giacomo Puccini, apoi Nilakantha din Lakmé de Léo Delibes, Mefisto din Faust de Charles Gounod, Marele Preot din Samson și Dalila de Camille Saint-Saëns, Lothario din Mignon de Ambroise Thomas, Arkel din Pelléas și Mélisande de Claude Debussy, Don Basilio din Bărbierul din Sevilla de Gioachino Rossini, Mefistofele de Arrigo Boito, Bătrânul Țigan din Aleko⁠(d) de Serghei Rahmaninov, Gremin din Evgheni Oneghin de Piotr Ilici Ceaikovski, De Silva din Ernani, Filip din Don Carlos și Zaccaria din Nabucco de Giuseppe Verdi, Hans Sachs din Maeștrii cântăreți, Wotan din Walkiria, Olandezul zburător, Regele Henry din Lohengrin și Hermann din Tannhauser de Richard Wagner, Cneazul Igor⁠(d) de Alexandr Porfirievici Borodin, Boris și Pimen din Boris Godunov de Modest Petrovici Musorgski, Ivan Susanin⁠(d) de Mihail Glinka.
S-a remarcat și în creații ale compozitorilor români, ca Ion Vodă de Gheorghe Dumitrescu, Fata de la Cozia de Emil Montia, Năpasta de Sabin Drăgoi, Horia de Nicolae Bretan.
Un moment deosebit al carierei sale l-a constituit interpretarea rolului titular din Oedipe de George Enescu, în montarea Operei din Viena. Dincolo de Viena, faima sa internațională s-a consolidat în turneele efectuate în Cehoslovacia, URSS, Polonia, Belgia, Germania, dar și în îndepărtate colțuri ale lumii, ca Australia și Noua Zeelandă. 
În afară de operă, s-a remarcat și ca interpret de romanțe (La umbra nucului bătrân, În rariștea de lângă vii, Te-aștept pe-același drum, Am iubit doi ochi albaștri, Îți mai aduci aminte doamnă?, Îmbătrânesc și tot mi-e dor de tine) și cântece populare, mai ales din folclorul bănățean. Casa de discuri Electrecord a lansat, în 2011, albumul Stelele-n cer, cu romanțe în interpretarea sa.

## Distincții
- Ordinul Meritul Cultural clasa a III-a (12 septembrie 1968) „pentru merite deosebite în activitatea muzicală”[2]